# Jakob von Uexküll
 (septembre 2024).
Si vous disposez d'ouvrages ou d'articles de référence ou si vous connaissez des sites web de qualité traitant du thème abordé ici, merci de compléter l'article en donnant les références utiles à sa vérifiabilité et en les liant à la section « Notes et références ».
Pour son petit-fils, créateur du prix Nobel alternatif, voir Jakob von Uexkull (homme politique).
Jakob Johann von Uexküll (né à Keblaste, maintenant en Estonie, alors province de l'Empire russe, le 8 septembre 1864 et mort à Capri le 25 juillet 1944), est un biologiste et philosophe allemand, issu d'une illustre famille de la noblesse germano-balte et l'un des pionniers de l'éthologie avant Konrad Lorenz et également de la biosémiotique. La postérité de ses recherches demeure importante.
Il est le père du journaliste Gösta von Uexküll et le grand-père de l'homme politique Jakob von Uexkull, fondateur du Prix Nobel alternatif créé en 1980.

## Biographie
Jakob est le cinquième enfant de la famille d'Alexandre von Uexküll et Sophie von Hahn. Entre 1875 et 1877, ils s'installent finalement en Allemagne ; Jakob von Uexküll suit donc les cours du Gymnasium de Cobourg.
De retour dans l’Empire russe en 1884, il est reçu à la faculté des sciences de la nature de l’Université de Dorpat (aujourd’hui Tartu en Estonie).
C’est durant ses études que lui vient son grand intérêt pour la faune marine.
Au cours d'un séjour de recherches de plusieurs mois sur l'île dalmate de Lesina (aujourd’hui Hvar), il réalise, sous la direction de son professeur de zoologie Alexander Braun, des recherches empiriques sur les animaux marins.
En 1888, diplômé, il quitte Dorpat et abandonne les études de zoologie pour se lancer pleinement dans la physiologie. À Heidelberg il devient l’assistant du physiologiste Wilhelm Friedrich Kühne. Uexküll s’intéresse donc à la physiologie musculaire et sera à nouveau diplômé avec une thèse sur l’organe pariétal des grenouilles en 1890.
C’est durant cette période qu’Uexküll va vouloir concilier mécanisme et vitalisme, deux théories philosophiques du vivant en conflit à l’époque, choisissant ainsi une "voie médiane" qui le fera passer pour un excentrique aux yeux de la communauté scientifique. Mais Wilhelm Friedrich Kühne le soutient dans ses recherches.
Uexküll se rend régulièrement à Naples à la Station zoologique (Stazione zoologica Anton Dohrn) afin de poursuivre ses études sur la faune marine (et plus particulièrement sur les oursins et les pieuvres). C’est là qu’il fera la connaissance de l’embryologiste Hans Driesch.
En 1899, à Paris, il poursuit ses études avec Étienne-Jules Marey, le physiologiste français. De retour à Naples, Uexküll y importera les méthodes de chronophotographies de Marey.
En 1900 son maître Wilhelm Friedrich Kühne meurt, laissant Uexküll sans soutien. Durant les années qui suivirent il se voit refuser l’accès au laboratoire d’Heidelberg (en 1902) et à la station zoologique de Naples (en 1903) : sa position, à mi-chemin entre mécanisme et vitalisme n’intéresse pas la communauté scientifique.
De son mariage en 1902 avec la comtesse Gudrun von Schwerin naissent trois enfants : Dana en 1904, Thure en 1908 et Gösta en 1909.
Le début de la Première Guerre mondiale ne pose pas trop de problèmes à Uexküll. Bien qu’il possède un passeport russe, il a l’autorisation de rester en Allemagne (et particulièrement à Mecklembourg où il vit avec sa famille).
En 1917, avec la Révolution russe, Uexküll est exproprié de son domaine baronique et toute sa fortune, qui pour la majorité prenait la forme d’obligation d’Etat russe, devient sans valeur. C’est à partir de cette année que Gudrum von Schwerin devient son seul soutien financier. Il ne récupérera ses terres et ne se fera indemniser qu’en 1928.
C’est aussi en 1917 qu’il écrira Biologische Briefe an eine Dame (Lettres biologiques à une dame ) qu’il destine à sa femme et qui est le résultat des conférences qu’il a tenues durant cette même année.
En 1924 Uexküll est nommé collaborateur scientifique adjoint par l’Université de Hambourg. Son travail consiste à gérer un laboratoire et un aquarium situé au jardin zoologique de Hambourg. C’est dans cette ville qu’il décide de s’installer avec sa famille en 1925.
Il fait restaurer l’aquarium, laissé à l’abandon pendant la guerre et fait venir un bon nombre d’animaux marins directement de la mer baltique. Enfin, Uexküll peut reprendre ses recherches empiriques. Il devient même le directeur de l’institut. En 1927, il baptise le laboratoire : Institüt für Umweltforschung, et le lieu de l’institut est ensuite changé afin que lui soit attribué plus d’espace. Il s’agissait d’un lieu d’étude des mondes animaux ; de nombreux étudiants vinrent y faire des recherches. Entre 1926 et 1934 l’institut fait publier plus de 70 ouvrages, sous la direction d’Uexküll.
En 1928 Uexküll publie Theoretische Biologie où il expose sa vision du monde biologique. Il organise aussi, dès 1930, de nombreux séminaires sur la philosophie de la nature et la théorie de la connaissance.
En 1933, lors d’un séminaire à Vienne, Uexküll fait la connaissance de Konrad Lorenz. Cette rencontre avec le futur éthologiste et les différents échanges qu’ils auront par la suite va beaucoup lui apporter. Le biologiste habitué aux animaux marins pourra, au contact de Lorenz, en apprendre beaucoup plus sur les oiseaux. Les recherches de Lorenz sur le phénomène de l’empreinte seront ainsi incorporées dans le livre Milieu animal et milieu humain au chapitre « le compagnon » (p. 129-136).
En 1934, il publie Streifzüge durch die Umwelten von Tieren und Menschen (Voyage dans les milieux animaux et humains, qui sera traduit en français par Milieu animal et milieu humain) en collaboration avec George Kriszat (l’un de ses plus proches élèves qui s’occupera des dessins). Ce livre aura une renommée mondiale et il sera traduit dans de nombreuses langues.
En 1940, à la suite de problèmes cardiaques, il cède sa place de directeur de l’institut à Friedrich Brock. L’Institut perdurera en formant des chiens-guides pour aveugles. De leur côté, Uexküll et sa femme partirent s’installer sur la petite île de Capri. Jacob von Uexküll y meurt le 25 juillet 1944.

## L'Umwelt
Uexküll est notamment connu pour son concept d'Umwelt, selon lequel chaque espèce vivante a son monde propre, à quoi elle donne sens, et qui lui impose ses déterminations.
Un exemple de ce concept est fourni par l'analyse de la vie de la tique. Celle-ci ne réagit qu'à trois stimulants :
1. la femelle fécondée grimpe sur une branche, et attend le passage d'un animal ; lorsque le stimulus olfactif a lieu (perception d'acide butyrique, l'odeur des glandes sudoripares des mammifères), elle se laisse tomber ; si elle ne tombe pas sur un animal, elle remonte sur une branche ;
2. un stimulant tactile lui permet d'aller vers un emplacement de la peau dénué de poils ;
3. elle s'enfonce jusqu'à la tête dans la peau de l'animal, se remplit de sang, se laisse tomber, pond ses œufs et meurt.

Quoique limité par rapport au nôtre, ce monde est un monde à part entière.
Parti de l'étude des invertébrés, il s'intéresse au comportement animal en général. Il proposera la règle suivante : un milieu vécu optimal (ce que le sujet peut) dans un environnement pessimal (l'infinité indiscernable de la nature).

## Postérité philosophique
Uexküll a une importante postérité au sein de la philosophie européenne du XXe siècle. Il est cité, dans l'ordre chronologique, par Max Scheler dans "Le Formalisme en éthique et l'éthique matériale des valeurs", Martin Heidegger dans Les concepts fondamentaux de la Métaphysique, Georges Canguilhem dans son étude  « Le vivant et son milieu » , et Gilles Deleuze . C'est notamment le même exemple de l'umwelt de la tique est repris d'Uexküll par ces différents auteurs.
Uexküll a encore une actualité dans la philosophie contemporaine,  il est ainsi cité par Peter Sloterdijk dans Écumes, par Giorgio Agamben , mais aussi par Baptiste Morizot, Augustin Berque, Florence Burgat, et Vinciane Despret.
Le poète Michel Deguy y fait également référence dans Écologiques.

## Œuvres
- Umwelt und Innenwelt der Tiere, 1921 ; éd. Springer
- Theoretische Biologie, 1928 ; éd. Springer
- Mondes animaux et monde humain suivi de La théorie de la signification, 1934 ; trad. fr. éd. Denoël, 1965 ; éd. Pocket, coll. Agora, 2004. - Rééd. sous le titre Milieu animal et milieu humain, Rivages, 2010